# İpek Soylu
İpek Soylu (nascida em 15 de abril de 1996) é uma ex-tenista profissional turca.
Conquistou três títulos de duplas no circuito WTA, sendo o maior o do WTA Elite Trophy de 2016. Também tem 12 títulos de simples e 18 de duplas no circuito ITF. Seus melhores rankings foram o 151 de simples, em 31 de outubro de 2016, e o 63 de duplas, em 17 de abril de 2017.
O único título do Grand Slam aconteceu na modalidade juvenil. Em 2014, com a suíça Jil Teichmann, venceu o US Open.
Anunciou a aposentadoria em setembro de 2022, aos 26 anos. Seu último jogo havia sido em novembro do ano anterior.

## Finais

### Circuito WTA

#### Duplas 3 (3 títulos)
| Status                | V–D                   | Torneio                                          | Categoria                 | Parceira     | Adversárias                  | Resultado        |
| Data                  | Data                  | Cidade/país                                      | Piso                      | Parceira     | Adversárias                  | Resultado        |
| --------------------- | --------------------- | ------------------------------------------------ | ------------------------- | ------------ | ---------------------------- | ---------------- |
| Campeã (3–0) Out 2016 | Campeã (3–0) Out 2016 | Huajin Securities WTA Elite Trophy Zhuhai, China | Fim de temporada duro (c) | Xu Yifan     | Yang Zhaoxuan You Xiaodi     | 6–4, 3–6, [10–7] |
| Campeã (2–0) Set 2016 | Campeã (2–0) Set 2016 | Tashkent Open Tashkent, Uzbequistão              | WTA International duro    | Raluca Olaru | Demi Schuurs Renata Voráčová | 7–5, 6–3         |
| Campeã (1–0) Abr 2016 | Campeã (1–0) Abr 2016 | TEB BNP Paribas Istanbul Cup Istambul, Turquia   | WTA International saibro  | Andreea Mitu | Xenia Knoll Danka Kovinić    | w.o.             |

### Grand Slam juvenil

#### Duplas
| Resultado | Ano  | Campeonato | Piso | Parceira      | Oponentes                    | Placar           |
| --------- | ---- | ---------- | ---- | ------------- | ---------------------------- | ---------------- |
| Campeã    | 2014 | US Open    | Duro | Jil Teichmann | Vera Lapko Tereza Mihalíková | 5–7, 6–2, [10–7] |